# Бессен (Изер)
Бессен (фр. Bessins) — коммуна во Франции, находится в регионе Рона — Альпы. Департамент коммуны — Изер. Входит в состав кантона Сюд Грезиводан. Округ коммуны — Гренобль.
Код INSEE коммуны — 38041. Население коммуны на 2012 год составляло 127 человек. Населённый пункт находится на высоте от 405 до 650 метров над уровнем моря. Муниципалитет расположен на расстоянии около 470 км юго-восточнее Парижа, 70 км юго-восточнее Лиона, 37 км западнее Гренобля. Мэр коммуны — Aimé Lambert, мандат действует на протяжении 2014—2020 гг.
Динамика населения (INSEE):